# カルステン・ゲルミス
カルステン・ゲルミス （ドイツ語: Carsten Germis、1959年4月20日 - ）は、ドイツのジャーナリスト、フランクフルター・アルゲマイネ・ツァイトゥング記者である。
2010年1月-2015年4月上旬、東京に赴任。離日にあたって著した文章が論議を呼んでいる。